# Agnes Katharina Maxsein
Agnes Katharina Maxsein (* 4. Dezember 1904 in Cadenbach im Westerwald; † 31. Oktober 1991 in Berlin) war eine deutsche Politikerin der CDU.

## Leben und Beruf
Agnes Maxsein wuchs als jüngstes von fünf Kindern in Frankfurt am Main auf. Als sie acht Jahre alt war, starben ihre Eltern. Nach dem Abitur auf dem Oberlyzeum in Frankfurt studierte Maxsein, die römisch-katholischen Glaubens war, Philosophie, Französisch und Englisch in Frankfurt, Gießen und Berlin. 1930 wurde sie mit „sehr gut“ zum Doktor der Philosophie promoviert. In Berlin hörte sie die Vorlesungen von Max Dessoir und Eduard Spranger, absolvierte eine Ausbildung als Mezzosopranistin und besuchte eine Schauspielschule. Sie unternahm Reisen in die Schweiz, Ungarn, Rumänien und Dänemark.
Letztendlich entschied Agnes Maxsein sich für das Lehramt. 1936 bestand sie das pädagogische Staatsexamen, 1937 die Assessorprüfung und unterrichtete ab 1937 am Liebfrauen-Lyzeum in Berlin-Charlottenburg, danach an weiteren Berliner Gymnasien und 1945 an einer Oberschule in Wałbrzych (Waldenburg) in der damaligen Provinz Schlesien. Aber erst 1945 nach Ende der Naziherrschaft wurde sie als Studienrätin in den Staatsdienst aufgenommen. Bereits 1947 wurde sie zur Studiendirektorin befördert und war ab 1951 Oberschulrätin am Hauptschulamt in Berlin. Von 1958 bis 1968 war sie Vorsitzende des Katholischen Deutschen Frauenbundes.

## Partei
Maxsein beteiligte sich an der Gründung der CDU Berlin und war von 1946 bis 1948 deren stellvertretende Landesvorsitzende. 1946 war sie eine der Initiatorinnen des Frauenausschusses der Berliner CDU.

## Abgeordnete

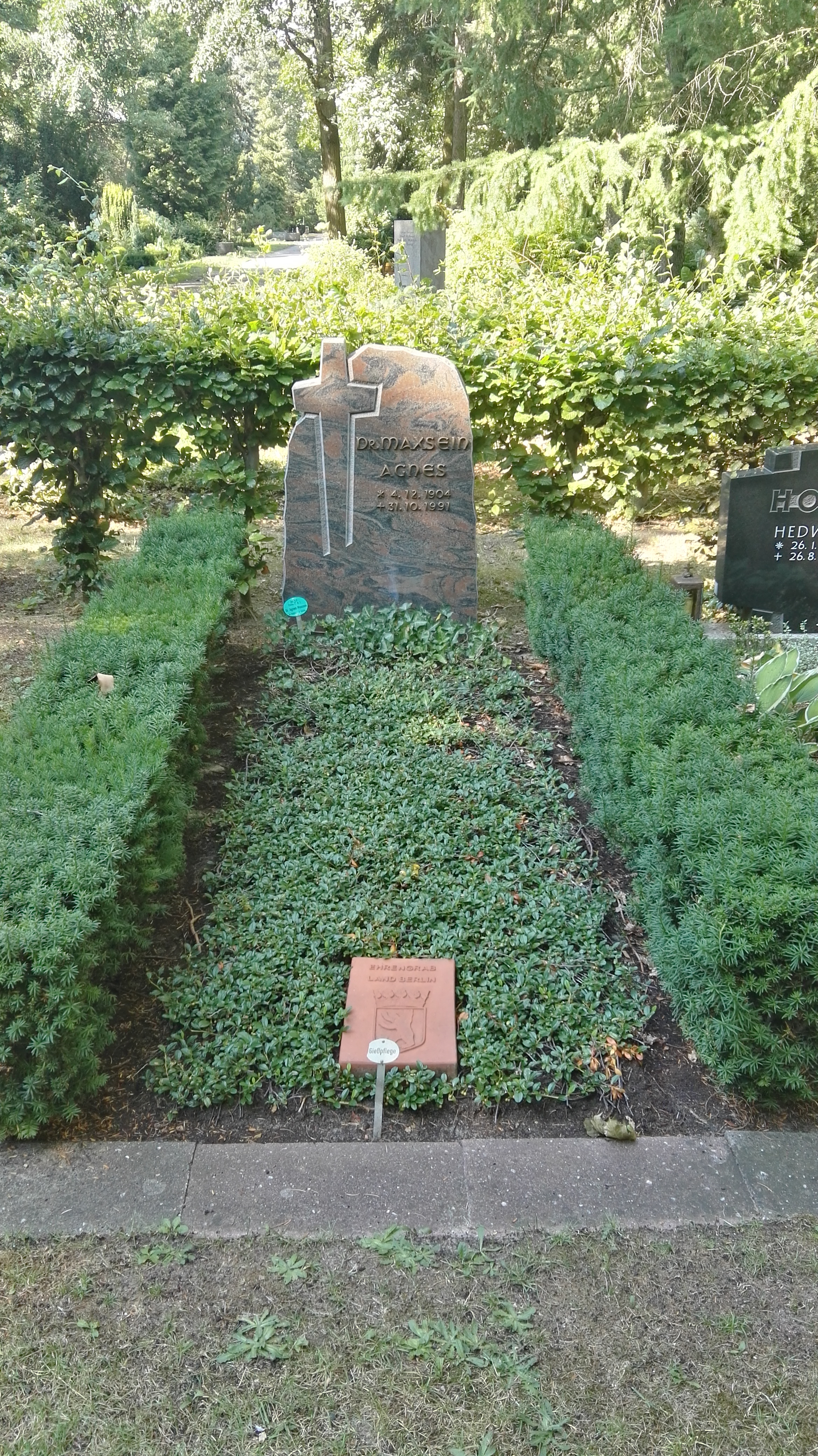
Grabstätte

Von 1946 bis 1952 gehörte Maxsein dem Berliner Landesparlament (zunächst Stadtverordnetenversammlung, später Abgeordnetenhaus von Berlin) an. Sie war von 1949 bis 1952 Vizepräsidentin des Abgeordnetenhauses.
Mit der Erhöhung der Zahl der Berliner Abgeordneten am 1. Februar 1952 kam Maxsein in den Deutschen Bundestag, dem sie bis 1969 angehörte. Sie war unter anderem Vorsitzende des Unterausschusses für Sowjetzonenflüchtlinge und engagierte sich für in der DDR aus politischen Gründen Inhaftierte. Daneben war sie Mitglied im kulturpolitischen Ausschuß, unterstützte die Errichtung der Stiftung Preußischer Kulturbesitz und sprach sich für den Wiederaufbau des Reichstagsgebäudes aus. Im Laufe ihrer Amtszeit war sie Mitglied der Beratenden Versammlung des Europarates und der Versammlung der Westeuropäischen Union.

## Ehrungen und Auszeichnungen
1962 wurde Agnes Maxsein von Kardinal-Großmeister Eugène Tisserant zur Dame des Ritterordens vom Heiligen Grab zu Jerusalem ernannt und am 4. Mai 1963 im Konstanzer Münster durch Lorenz Kardinal Jaeger, Großprior des Ordens, investiert.
1968 wurde sie mit dem Großen Bundesverdienstkreuz geehrt,  1980 mit der Ernst-Reuter-Plakette ausgezeichnet und 1985 wurde sie zur Berliner Stadtältesten ernannt.
Ihr Grab auf dem St. Hedwigs-Friedhof III in Berlin-Reinickendorf ist als Ehrengrab des Landes Berlin gewidmet.